# 361524 Klimka
361524 Klimka este o planetă minoră (asteroid), cu un diametru de 3,602 km, din centura de asteroizi. A fost descoperită pe 24 martie 2007 la Molėtų astronomijos observatorija⁠(d) de  și a fost numită după Libertas Klimka⁠(d). 
Obiectul prezintă o orbită caracterizată de o semiaxă mare de 3,1522396068769 UAi, o excentricitate de 0,038626058124585, o înclinație de 11,433153411756 ° în raport cu ecliptica.